# Saint-Félix-de-Tournegat
 Saint-Félix-de-Tournegat  là một xã ở tỉnh Ariège, thuộc vùng Occitanie ở phía tây nam nước Pháp.